# Oswaldo Barros Velloso
Oswaldo Barros Velloso, mais conhecido como Velloso, (Corumbá, 25 de setembro de 1908 — Rio de Janeiro, 8 de agosto de 1996), foi um futebolista brasileiro que atuou como goleiro. Fez parte da Seleção Brasileira em 1930 e 1931 (incluindo a primeira Copa do Mundo de 1930 no Uruguai). Foi também goleiro do Fluminense e do Clube Bahiano de Tênis.

## Carreira
Iniciou sua carreira como goleiro no Clube Bahiano de Tênis, de Salvador, onde foi campeão baiano em 1927. Mudou-se para o Rio de Janeiro em 1928 e então tornou-se goleiro do Fluminense, onde ficou por 7 anos. Nesse período jogou 92 partidas, das quais 22 sem levar gols. Por isto, é considerado um dos 20 goleiros com mais partidas sem levar gols na história do futebol do Fluminense. Permaneceu envolvido com o Fluminense como membro do conselho deliberativo até seus últimos dias e participou da incrível conquista invicta do Campeonato Carioca de 1951, como diretor de futebol do clube.

## Seleção Brasileira
Na seleção brasileira de futebol jogou entre 1930 e 1931. Disputou 3 jogos oficiais e 1 não oficial, tendo sofrido 2 gols em jogos oficiais e 1 gol em jogos não oficiais. Em 1930 foi goleiro titular durante a Copa do Mundo de 1930 no Uruguai. Jogou o segundo jogo contra a Bolívia, quando o Brasil ganhou por 4x0. Vale frisar que Velloso foi o primeiro goleiro brasileiro a defender um penalti em copas do mundo, uma penalidade cometida pelo defensor Itália e que o atacante Boliviano Bustamante perdeu devido a uma magistral defesa de Velloso. Foi goleiro durante a primeira partida oficial entre Brasil e França, que o escrete brasileiro ganhou por 3 x 2. Também testemunhou a estréia de uma lenda do futebol brasileiro, Domingos da Guia. Velloso era o goleiro nesta primeira partida de Domingos da Guia pela seleção brasileira, um jogo não oficial contra o time do Fenencvaros, da Hungria, que a seleção brasileira ganhou por 6 x 1. No ano seguinte conquistou seu único título com a camisa da seleção, juntamente com Domingos da Guia. Foi a Copa Rio Branco, derrotando os atuais campeões mundiais Uruguai, por 2x0, em 6 de setembro de 1931. Um feito histórico para a Seleção Brasileira, que havia sido somente 6ª colocada no mundial.

## Vida pessoal
Largou o futebol em 1935 para casar-se. Casou-se com Vera Maria Teykal Velloso, com quem teve dois filhos, Edgard Luiz Teykal Velloso e Oswaldo Luiz Teykal Velloso. Após largar o futebol, tornou-se corretor de seguros para a empresa A Equitativa de Seguros Gerais, uma estatal de onde se aposentou posteriormente. Permaneceu casado por 59 anos, até a data de sua morte. Sua esposa veio a falecer em Petrópolis, a 20 de julho de 2009, aos 93 anos.